# Tito Vécio Escatão
Tito Vécio Escatão (em latim: Titus Vetius Scato; m. 90 a.C.) foi um general mársio e um dos doze pretores eleitos pelas cidades aliadas romanas rebeladas durante a Guerra Social contra a República Romana. 

## História
Vécio Escatão comandou um exército rebelde com cerca de 15 000 homens que marchou primeiro para a Úmbria, foi impedido por Pompeu Estrabão e se retirou para Pieno, onde se juntou a outros comandantes rebeldes para formar um grande exército com cerca de 60 000 homens que marchou para Ásculo Piceno para enfrentar um exército romano de cerca de 75 000 romanos. Participou também de uma batalha em 11 de junho de 90 a.C. na qual perdeu a vida o cônsul romano Públio Rutílio Lupo. Não se sabe exatamente onde ocorreu esta batalha, mas Ovídio, em um verso de seus "Fastos", afirma que teria sido perto do rio Toleno, a mesma opinião que Paulo Orósio, que conta que as águas do Toleno levaram os cadáveres dos soldados romanos mortos na batalha. Por outro lado, Apiano, a principal fonte para a Guerra Social, afirma que a batalha teria ocorrido às margens do rio Liri.
Em 90 a.C., cercou a fortaleza de Esérnia (em latim: Aesernia), que caiu pouco depois por conta da fome. Segundo Sêneca, foi preso pelos romanos, mas foi salvo da ignomínia da derrota por um escravo fiel que, tendo retirado a espada do soldado da escolta, perfurou primeiro seu mestre e depois a si mesmo.